# The Music from Peter Gunn
The Music from Peter Gunn ist ein Soundtrack-Album des amerikanischen Filmkomponisten Henry Mancini aus dem Jahr 1959. Das Album enthält Musikstücke aus der amerikanischen Krimiserie Peter Gunn und gewann 1959 als erstes Album den Grammy Award for Album of the Year innerhalb der neu eingerichteten Grammy Awards.

## Hintergrund und Rezeption
Henry Mancini war verantwortlicher Komponist und Arrangeur der Filmmusik der Krimiserie Peter Gunn von Blake Edwards, in der vor allem moderne Jazzmusik mit Anklängen von Rock ’n’ Roll zur Begleitung der Szenen genutzt wurde. Diese wurde von Mancini zusammen mit seinem Orchester eingespielt, dem zu dieser Zeit auch der später ebenfalls als Komponist berühmte John Williams am Piano angehörte. Weitere Musiker, die bei einzelnen Titeln mitspielten, waren etwa Pete Candoli, Ray Linn, Frank Beach, Uan Rasey und Conrad Gozzo auf den Trompeten, Dick Nash, Jimmy Priddy, Milt Bernhart und Karl DeKarske auf den Posaunen, John Graas, Vincent DeRosa, Richard Perissi und John Cave auf den Hörnern, Ted Nash, Plas Johnson, Ronny Lang, Paul Horn und Gene Cipriano auf den Saxophonen, Bob Bain und Al Hendrickson an der Gitarre, Victor Feldman und Larry Bunker am Vibraphon, Rolly Bundock am Bass und Shelly Manne, Alvin Stoller und Jack Sperling am Schlagzeug.
Das Album wurde 1959 mit dem Grammy Award for Album of the Year ausgezeichnet und war damit das erste Album, das diesen Preis erhielt. Zugleich gewann Mancini den Grammy Award for Best Arrangement für das Album und wurde für zwei weitere Grammys nominiert (Best Performance by an Orchestra, Best Original Cast Album, Broadway Or TV). Im gleichen Jahr wurde das Album auch für den Emmy Award nominiert.
Vor allem der Titelsong, das Peter Gunn-Thema, mit dem die Serie jeweils eröffnet und beendet wurde, wurde weltbekannt; laut Tom Lord wurde das Peter-Gunn-Thema bereits 1958/59 von Jazzmusikern wie Ted Nash/Maxwell Davis, Skip Martin, Ray Anthony, Aaron Bell, Shelly Manne, Mundell Lowe, Ralph Marterie und Ray Ellis gecovert und in den Folgejahren von zahlreichen Künstlern neu aufgenommen. Coverversionen existieren etwa von Jeff Beck, Elvis Presley, Duane Eddy, Franke Echo Quintett, Quincy Jones, The Cramps, Jimi Hendrix, Aerosmith, Emerson, Lake and Palmer, Pulp und zahlreichen weiteren Künstlern; cover.info listet Anfang April 2021 über 90 Cover-Versionen des Titels und bei secondhandsongs.com sind sogar fast 140 Versionen gelistet. Der Song wurde zudem von The Blues Brothers aufgenommen und im Soundtrack zum gleichnamigen Film eingesetzt. Die Band The Art of Noise wurde 1987 zudem für die gemeinsame Coverversion des Titels mit Duane Eddy mit dem Grammy Award for Best Rock Instrumental Performance ausgezeichnet.
Das Album The Music from Peter Gunn wurde zudem 2010 vom Library of Congress dem National Recording Registry zugefügt, dem jährlich Aufnahmen zugefügt werden, die „kulturell, historisch oder ästhetisch bedeutend“ sind.

## Titelliste

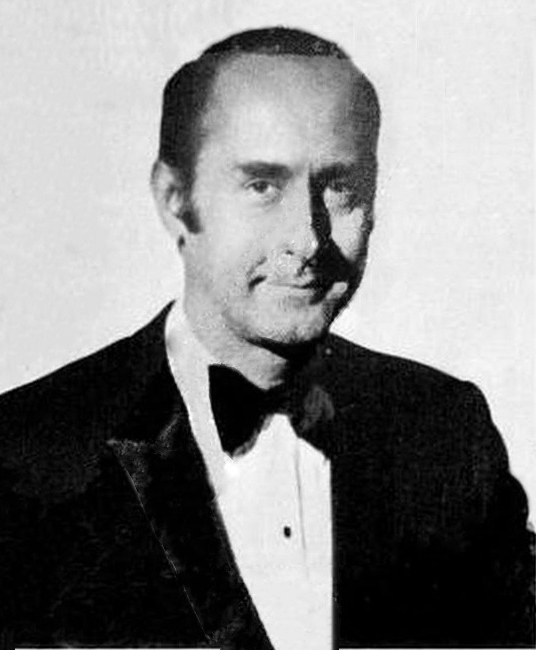
Henry Mancini, um 1970

Das Album enthält zwölf Lieder, wobei sich in der LP-Version jeweils sechs Lieder auf der A- und auf der B-Seite befinden:
1. Peter Gunn  – 2:06
2. Sorta Blue  – 2:57
3. The Brothers Go to Mother's  – 2:56
4. Dreamsville  – 3:51
5. Session at Pete’s Pad  – 3:57
6. Soft Sounds  – 3:35
7. Fallout!  – 3:13
8. The Floater  – 3:15
9. Slow and Easy  – 3:04
10. A Profound Gass  – 3:18
11. Brief and Breezy  – 3:31
12. Not from Dixie  – 4:09

## More Music from Peter Gunn
Noch im gleichen Jahr erschien mit More Music from Peter Gunn ein weiteres Album von Mancini mit 12 weiteren Titeln aus dem Soundtrack der Fernsehserie, das zwar 1960 für 6 weitere Grammies nominiert wurde, aber nicht an den Erfolg des Vorgängeralbums anschließen konnte.
1. Walkin’ Bass – 4:20
2. Timothy – 2:35
3. Joanna – 2:39
4. My Manne Shelly – 2:35
5. Goofin’ at the Coffee House – 4:09
6. Odd Ball – 3:22
7. Blue Steel – 3:39
8. The Little Man Theme – 3:12
9. Spook! – 2:55
10. A Quiet Gass – 3:01
11. Lightly – 3:21
12. Blues for Mother’s – 3:16

## Belege
1. 1 2  
The Music from Peter Gunn bei Discogs, abgerufen am 1. April 2021.
2. ↑  
nach The Music from Peter Gunn - Ausgabe Buddha Records, 1999 bei Discogs, abgerufen am 2. April 2021.
3. 1 2  Eintrag (grammy.com)
4. ↑  Tom Lord The Jazz Discography (online, abgerufen am 2. April 2021)
5. ↑  
Henry Mancini & his Orchestra: Peter Gunn auf cover.info; abgerufen am 8. April 2021.
6. ↑  
Peter Gunn auf secondhandsongs.com; abgerufen am 2. April 2021.
7. ↑  
The Blues BrothersPeter Gunn Theme auf hitparade.ch; abgerufen am 2. April 2021.
8. ↑  
The Art of Noise auf grammy.com; abgerufen am 2. April 2021.
9. ↑  
2010, Liste der im Jahr 2010 in die National Recording Registry aufgenommenen Aufnahmen; abgerufen am 2. April 2021.